# Phanerochersa amphignosta
Phanerochersa amphignosta är en fjärilsart som beskrevs av Edward Meyrick 1926. Phanerochersa amphignosta ingår i släktet Phanerochersa och familjen Copromorphidae. Inga underarter finns listade i Catalogue of Life.